# Vladimir Jankélévitch
Vladimir Jankélévitch (* 31. August 1903 in Bourges; † 6. Juni 1985 in Paris) war ein französischer Philosoph und Musikwissenschaftler.

## Leben
Vladimir Jankélévitch entstammte einer jüdisch-russischen Intellektuellenfamilie, die aus Furcht vor zunehmendem Antisemitismus aus Odessa nach Frankreich emigriert war. Sein Vater Samuel Jankélévitch (1869–1952) übersetzte Werke von Schelling, Hegel und Freud ins Französische und publizierte in philosophischen Zeitschriften. Samuel Jankélévitch hatte als Arzt gearbeitet.
Nach seiner Schulzeit in Bourges wechselte Jankélévitch zum Pariser Lycée Louis-le-Grand. 1922 begann er an der École normale supérieure ein Studium der Philosophie. 1923 machte er die Bekanntschaft mit dem Philosophen Henri Bergson, dem er bis zu dessen Tod im Jahr 1941 freundschaftlich verbunden blieb und der einen starken Einfluss auf das Denken des jungen Philosophen ausübte. Ein weiterer Lehrer war der Philosoph Léon Brunschvicg. Beim Philosophiehistoriker Émile Bréhier verfasste Jankélévitch 1924 seine Diplomarbeit unter dem Titel Le Traité: la dialectique. Ennéade I 3 de Plotin. 1926 bestand er die Agrégation in Philosophie als Jahrgangsbester und leistete dann bis 1927 den Militärdienst ab. Danach unterrichtete Jankélévitch bis 1932 am Institut français in Prag.
In seiner Prager Zeit publizierte Jankélévitch Artikel, in denen er seine vitalistische Weltauffassung bestätigte. 1929 erschien Liszt et les étapes de la musique moderne, sein erster Artikel über Musik. 1931 veröffentlichte er als sein erstes Buch eine Monografie über Henri Bergson.
Nach seiner Rückkehr nach Paris wurde Jankélévitch im Jahr 1933 mit der Dissertation über L'Odyssée de la conscience dans la dernière philosophie de Friedrich Schelling promoviert. Anschließend unterrichtete er als Lehrer in Caen, Lyon und Besançon. Ab 1936 lehrte Jankélévitch als Professor in Toulouse und Lille. Nach der Besetzung Frankreichs durch die deutsche Wehrmacht und dem Waffenstillstand von Compiègne (1940) wurde Jankélévitch aufgrund des von der Vichy-Regierung am 3. Oktober 1940 erlassenen Gesetzes Statut des Juifs seines Amtes enthoben.
1941 trat Jankélévitch der Résistance bei und hielt vor seinen Schülern organisierte Vorlesungen in Cafés. Im selben Jahr wurde die Wohnung geplündert und Teile der Bibliothek gingen verloren. Ein Jahr später konnte er dank ehemaliger Schüler des Lycée du Parc in Lyon die Werke Nocturne und Mensonge veröffentlichen.
1944 – nach der Befreiung Frankreichs – organisierte Jankélévitch Konzerte für Radio Toulouse-Pyrenées. Er war verantwortlich für die Programmredaktion. 1947 erhielt er seine Stelle als Professor an der Fakultät für Literaturwissenschaften in Lille zurück und heiratete in Algier. 1951, ein Jahr nach dem Tod seiner Mutter, wurde er als Professor für Moralphilosophie an die Sorbonne in Paris berufen, wo er die Nachfolge von René Le Senne antrat. 1953 wurde seine Tochter Sophie geboren. 1954 veröffentlichte Jankélévitch die Erste Philosophie, sein Hauptwerk auf dem Gebiet der Metaphysik. Ab 1963 unterrichtete Jankélévitch zusätzlich an der Freien Universität Brüssel und wurde 1965 zum Doktor h. c. ernannt.
Jankélévitch, der der deutschen Kultur vorwarf, den Holocaust nicht nur nicht verhindert, sondern ihn auch hervorgebracht zu haben, wandte sich nach dem Zweiten Weltkrieg ganz von der deutschen Philosophie und Musik ab. Er stellte sich gegen den von deutsch-französischer Annäherung und Verdrängung der Vergangenheit geprägten Zeitgeist. Mit seinem Aufsatz Pardon mischte sich Jankélévitch zwanzig Jahre nach Kriegsende in die damals aktuelle Debatte um die Verjährung von Kollaborationsverbrechen ein. Er konnte erreichen, dass ein entsprechender Antrag vom Parlament verworfen wurde. Dennoch blieb Jankélévitchs Werk relativ unbekannt, solange der Existenzialismus und die Auseinandersetzung mit Nietzsche und Heidegger in Frankreich dominierten.
1975 trat er von seiner Stellung an der Sorbonne zurück, behielt aber ein Doktorandenseminar und ging erst 1979 endgültig in den Ruhestand. In der Ära Mitterrand, in der erstmals die Mitschuld von Franzosen an Kriegsverbrechen thematisiert wurde, erlangte Jankélévitch eine Zeitlang Anerkennung in Frankreich und in Italien, wo besonders seine musiktheoretischen Werke rezipiert wurden.
Jankélévitch ist auf dem Friedhof von Châtenay-Malabry beigesetzt.

## Philosophie
Jankélévitchs philosophisches Werk, insbesondere seine frühen Aufsätze, steht in der Tradition Bergsons und Simmels. An Bergsons Definition des Augenblick anknüpfend, führte er die Lebensphilosophie weiter und ging über sie hinaus, indem er den Tod zu einem zentralen Bezugspunkt seines Denkens machte. Fasziniert vom Paradox, befasste er sich mit Plotin, dem deutschen Idealismus und der russischen Mystik. In Jankélévitchs kulturkritischen Schriften lassen sich Einflüsse Nietzsches erkennen; in moraltheoretischer Hinsicht stand er weniger Kant als vielmehr Schelers materialer Wertethik nahe. Aufgrund der Subjektbetontheit seiner Reflexionen, in deren Mittelpunkt sich der Mensch befindet, wurde ihm häufig die Zugehörigkeit zum Existenzialismus im weiteren Sinn attestiert, wovon er sich aber lebenslang distanzierte.

### Moralphilosophie
Jankélévitch, dessen Themenauswahl stark beeinflusst ist von den Erfahrungen in der Résistance, schrieb unter anderem über Engagement, Unschuld und Boshaftigkeit, Dekadenz, Lüge, Paradox und Moral, Ernsthaftigkeit und das Verzeihen sowie Ironie.
Jankélévitch hat weder ein System geschaffen noch knüpft er moralische Urteile an intersubjektive Begründungen, sondern wertet – wie es typisch ist für die Lebensphilosophie – das Erleben und Empfinden gegenüber den Kategorien des Verstandes auf. Allein die Einfachheit des Herzens, die Sympathie, die sich in der guten Absicht ausdrückt, ist Kriterium ethischen Handelns, da abstrakte, allgemeinverbindliche Denkmodelle dem Ernst der Existenz und der subjektiven Situation nicht gerecht werden könnten.

#### Engagement und Freiheit
Im Unterschied zum Existenzialismus, der Freiheit mit beliebigen Wahlmöglichkeiten identifiziert, vertritt Jankélévitch eine bergsonianische Auffassung von der Freiheit, die diese nicht im Bereich der Gedanken und Reden, sondern auf Handlungsebene ansiedelt. Freiheit drückt sich nicht in der Überlegung, sich zu engagieren oder es zu unterlassen, aus; stattdessen sind Freiheit und Engagement identisch. Jankélévitch definiert Engagement als eine Entscheidung für das Gute, die aus ganzem Herzen getroffen werden müsse, keinen Platz für Hintertürchen, rhetorische Ausflüchte und philosophische Pseudoprobleme lasse und eine unmittelbar befreiende Wirkung habe. Insofern ist ein freier Mensch jemand, der vollkommen authentisch und selbstbestimmt handelt, der sich unverstellt als das realisiert, was er ist, und nicht durch Worte, sondern durch sein Tun befreiend und mitreißend wirke.
Philosophie hat für Jankélévitch in erster Linie praktische Bedeutung: Ihre Aufgabe sei nicht das Reden, sondern das Handeln.

#### Die Lüge
Im Aufsatz Du Mensonge (Von der Lüge), unterstreicht Jankélévitch den Stellenwert, den er gefühlsmäßigem Handeln beimisst, und demonstriert Originalität, denn er weicht die klassische Schuldverteilung beim Lügen zugunsten einer beiderseitigen Verantwortung auf. Ursprung der Lüge sei die kompetitive Rivalität, die Unmöglichkeit der Koexistenz, wie sie beispielsweise in hierarchischen Verhältnissen auftritt. Als rettende Idee in Notwehrsituationen oder listige Erfindung zur Durchsetzung der eigenen Interessen erspare sie uns Gewalt, besitze aber langfristig einen fragilen Charakter, da sie nach neuen Ausschmückungen zur Aufrechterhaltung verlange. Dadurch, dass wiederholte Vorspiegelungen zum Verlust der Ipseität, der Authentizität der Person, und zu einem falschen Selbstbild führen, gehe der Lügner ein zusätzliches Risiko ein.
Beim Entschlüsseln der Lüge verlangt Jankélévitch vom Belogenen nicht intellektuellen Scharfsinn, sondern psychologisches Einfühlungsvermögen, weil er aufgrund seiner „Weigerung zu verstehen“, seines „Mangels an menschlichem Interesse“ und seiner Gefühlskälte eine Teilschuld an der Situation trage. Nur Liebe und Barmherzigkeit könnten den Lügner zur Wahrheit bekehren. Jankélévitch schreibt:
„Die grundlegende Ursache der Lüge ist der Mangel an Großmut, und einzig der Großmut wird uns, da er die Quelle der wiedergefundenen Existenz ist, unschuldig und rein machen wie am ersten Tag der Welt.“
Moralisch verwerflicher als die Lüge sei die herzlos ausgesprochene Wahrheit, da ihre Konsequenzen großen Schaden anrichten können – beispielsweise dann, wenn durch eine Lüge ein Mensch vor ungerechter Verfolgung hätte bewahrt werden können.

#### Das Verzeihen
In der Debatte um die Verjährung von Kollaborationsverbrechen argumentierte Jankélévitch, dass der Holocaust als etwas beinahe Übernatürliches, bei dem sich „reine und ontologische Bosheit“ offenbart habe, nicht mit normalen Maßstäben gemessen werden könne, da die Nationalsozialisten die Juden nicht aufgrund bestimmter Handlungen verfolgt hätten; ein Verbrechen, bei dem einer Bevölkerungsgruppe das Existenzrecht an sich abgesprochen werde, sei ein Verbrechen gegen die Menschlichkeit und als solches unverzeihlich:
 Jedesmal, wenn ein Akt das Wesen des Menschen als Mensch leugnet, widerspricht die Verjährung, die darauf hinauslaufen würde, ihm im Namen der Moral zu vergeben, ihrerseits der Moral.
Heftig kritisiert Jankélévitch auch den Umgang mit der Vergangenheit. Zeit seines Lebens verwahrte er sich gegen eine Übersetzung seiner Texte ins Deutsche. Er konnte und wollte den Deutschen die Verbrechen des Holocaust nicht verzeihen. Er sieht das Vergessen des Holocausts als eine schwere Beleidigung gegenüber den Opfern, ein Mangel an Ernsthaftigkeit und Würde, eine schändliche Frivolität.
Juristen hätten nicht das Recht, im Namen toter Opfer zu verzeihen und damit dem Vergessen einen legalen und legitimen Anspruch zu verleihen. Die einzig mögliche moralische Haltung bestehe im Erinnern und in symbolischen Handlungen wie dem Ressentiment gegenüber der deutsch-österreichischen Kultur oder der Ablehnung von Entschädigungen.

### Metaphysik
Durch seine Auseinandersetzung mit der russischen und spanischen Mystik positioniert sich Jankélévitch außerhalb der französischen Tradition, die seit Comte von Empirismus und Materialismus geprägt ist. Er argumentiert, dass die Methoden der Naturwissenschaften als Instrument ungeeignet seien, um den Gegenstand der Geisteswissenschaften zu erfassen, und unterscheidet drei Daseinsebenen: Empirie, Metaempirie und Metalogik – mit jeweils eigenen Zuständigkeiten. Gegenstand der Metalogik, die Jankélévitch auch erste Philosophie nennt, ist das Beinahe-Nichts.

#### Das Beinahe-Nichts
Mit dem Begriff Presque-Rien, Beinahe-Nichts, bezeichnet Jankélévitch einen Zeitpunkt, dessen Dauer so gering ist, dass Auftauchen und Verschwinden fast gleichzeitig stattfinden. Ähnlich wie der Blitz wird das Beinahe-Nichts erst dann wahrgenommen, wenn es fast schon wieder vorüber ist. In seinem Auftreten als intuitiver Einfall oder mystisches Erlebnis handelt es sich um keinen beliebig herausgestellten Zeitpunkt innerhalb einer Ereigniskette, der notwendigerweise aus dem Geschehen der Vergangenheit folgt. Vielmehr ist das Beinahe-Nichts als ein einzelner isolierter Augenblick, dem keine Zukunft vergönnt ist, ein Abbruch einer Entwicklung. Das Beinahe-Nichts ist die äußerste Annäherung des Seins an das Nichts, des Diesseits an das Jenseits. Allein auf intuitivem Weg ist eine Kenntnis des Metaphysischen möglich. Jankélévitch schreibt: Dieser so seltene und so unzureichende Erfolgs-Blitz ist dennoch der einzige metaphysische Erfolg, dem ein Mensch nachstreben kann.

#### Der Tod
Kann man sich eine Vorstellung vom Nichts der Existenz und des Bewusstseins machen? Kann man den Tod denken? Gleich zu Beginn von „La mort“, einem seiner Hauptwerke, stellt Jankélévitch klar, dass es über den Tod fast nichts zu sagen gibt: Wir wissen nur, dass er eintreten wird, und bemühen uns im Übrigen, den Skandal des Todes zu verdrängen, zu beschönigen oder uns jenseitigen Hoffnungen hinzugeben. Jankélévitch erteilt diesen Ausflüchten eine Absage. Für ihn ist der Tod Organon-Obstaculum, Werkzeug und Hindernis, denn einerseits setzt er allen Aktivitäten ein Ende, andererseits führt das Bewusstsein von der Begrenztheit des Lebens zur Aufwertung der einzelnen Momente.
Auf diese Weise erfüllt der Tod das Paradox einer sinnvollen Sinnlosigkeit, denn er vernichtet das Leben und spricht ihm den Sinn ab, gleichzeitig ist er aber auch die Voraussetzung für individuelle Sinngebung.

## Zitat
„Jankélévitch hat sich ein Leben lang mit ethisch-moralischen Fragen befaßt, aber sich nie um eine rationale Letztbegründung moralischer Normen und Werte bemüht. Das wäre ihm widersinnig erschienen, denn für ihn war die Moral autonom, sie brauchte sich nicht auf dem Forum der analytischen Vernunft zu legitimieren. Ethische Forderungen und Haltungen sind vorrational. Die für sie zuständige Instanz ist nicht das rationale Denken, sondern das Gewissen.“

## Musikphilosophie
Insgesamt publizierte Jankélévitch zwölf Bücher über von ihm geschätzte Komponisten und ihre Musik. Unter den Vertretern der Post-Romantik und des Impressionismus interessierten ihn besonders Liszt, Fauré, Ravel, Debussy, Lalo und Albéniz.
Für Jankélévitch spielt Musik nicht nur in ästhetischer, sondern auch in philosophischer Hinsicht eine wichtige Rolle: Musik verleiht dem Unaussprechlichen, dem Je-ne-sais-quoi und dem Presque-Rien, Ausdruck und erfüllt das Leben mit Sinn, wenn sie an seine Begrenztheit erinnert. Indem Jankélévitch der Musik gleichzeitig Ernsthaftigkeit und Frivolität, Tiefsinnigkeit und Oberflächlichkeit, Sinn und Unsinn attestiert, zieht er einen Bogen zu Metaphysik und Ethik.

## Veröffentlichungen (Auswahl)

### Bibliografien
- Auswahlbibliographie. In: Vladimir Jankélévitch: Das Verzeihen. Essays zur Moral und Kulturphilosophie. Herausgegeben von Ralf Konersmann. Suhrkamp, Frankfurt am Main 2003, ISBN 3-518-58365-4, S. 286–291.

### Einzelausgaben
- Henri Bergson. Paris 1931.
  - Erweiterte Neuauflage: Henri Bergson. Paris 1959 u. 1999.
  - Deutsche Ausgabe: Henri Bergson. Aus dem Französischen übersetzt von Ulrich Kunzmann. Suhrkamp, Berlin 2022, ISBN 978-3-518-58791-1.
- L’Odyssée de la conscience dans la dernière philosophie de Schelling. Paris 1933.
- Valeur et signification de la mauvaise conscience. Paris 1933.
  - Neuauflage unter dem Titel: La Mauvaise Conscience. Éditions Aubier-Montaigne, Paris 1966.
- L’Ironie. Paris 1936.
  - Neuauflage: L’Ironie. Paris 1950 u. 1979.
- L’Alternative. Paris 1938.
  - Neuauflage: L’Alternative. Paris 1963 u. 1994.
- Gabriel Fauré et ses mélodies. Paris 1938.
  - Neuauflage: Gabriel Fauré et ses mélodies. Paris 1974.
- Maurice Ravel. Paris 1939.
  - Neuauflage: Maurice Ravel. Paris 1995.
  - Deutsche Ausgabe: Maurice Ravel in Selbstzeugnissen und Bilddokumenten. Aus dem Französischen übersetzt von Willi Reich. Rowohlt, Hamburg 1958.
- Le Nocturne. Lyon 1942.
  - Neuauflage: Le Nocturne. Paris 1957 u. 1988.
- Du Mensonge. Essay. Lyon 1942, 2. Auflage Lyon 1945.
  - Neuauflage: Du Mensonge. Essay. Paris 1968 u. 1972.
  - Deutsche Ausgabe: Von der Lüge. (= Philosophische Bibliothek 637). Herausgegeben von Steffen Dietzsch, mit einer Einleitung von Xavier Tilliette und einem Nachwort von Steffen Dietzsch versehen. Aus dem Französischen übersetzt von Sarah Dornhof und Vincent von Wroblewsky. Meiner, Hamburg 2016, ISBN 978-3-7873-2863-5.
- Le Mal. Cahiers du Collège philosophique. Paris 1947.
  - Neuauflage: Le Mal. Cahiers du Collège philosophique. Paris 1968 u. 1972.
- Traité des vertus. Paris 1949.
  - Neuauflage: Traité des vertus. Paris 1984.
- Debussy et le mystère. Neuchâtel 1949.
  - Neuauflage: Debussy et le mystère. Neuchâtel 1968 u. Paris 1976.
- Philosophie première. Introduction à une philosophie du presque. Presses Universitaires de France, Paris 1954, 2. Auflage Paris 1984.
  - Deutsche Ausgabe: Erste Philosophie. Aus dem Französischen übersetzt von Jürgen Brankel. Turia + Kant, Wien 2006, ISBN 3-85132-384-X.
- La Rhapsodie, verve et improvisation musicale. Paris 1955.
- L’Austérité et la Vie morale. Paris 1956.
- Satie. (Originaltitel fehlt!) Essays.  Paris 1957
  - Satie und der Morgen. Essays. Aus dem Französischen übersetzt von Ulrich Kunzmann. Matthes & Seitz, Berlin 2010, ISBN 978-3-88221-670-7.
- Le Je-ne-sais-quoi et le Presque-rien. Presses Universitaires des France, Paris 1957.
  - Erweiterte Neuauflage: Le Je-ne-sais-quoi et le Presque-rien. 3 Bände. Éditions du Seuil, Paris 1980.
  - Deutsche Ausgabe: Das Ich-weiß-nicht-was und das Beinahe-Nichts. Aus dem Französischen übersetzt von Jürgen Brankel. Turia + Kant, Wien 2009, ISBN 978-3-85132-581-2.
- Le Pur et l’Impur. Paris 1960, 2. Auflage Paris 1978.
- La Musique et l’Ineffable. Paris 1961.
  - Neuauflage: La Musique et l’Ineffable. Paris 1983.
  - Deutsche Ausgabe: Die Musik und das Unaussprechliche. Aus dem Französischen übersetzt von Ulrich Kunzmann. Suhrkamp, Berlin 2016, ISBN 978-3-518-58692-1.
- L’Aventure, l’Ennui et le Sérieux. Paris 1963, 2. Auflage Paris 1976.
- L’ironie. Paris 1964.
  - Deutsche Ausgabe: Die Ironie. Aus dem Französischen übersetzt von Jürgen Brankel. Suhrkamp, Berlin 2012, ISBN 978-3-518-58588-7.
- La Mort. Flammarion, Paris 1966.
  - Deutsche Ausgabe: Der Tod. Mit einem Nachwort von Thomas Kapielski und einer Nachbemerkung von Christoph Lange versehen. Aus dem Französischen übersetzt von Brigitta Restorff. Suhrkamp, Frankfurt am Main 2005, ISBN 3-518-58446-4.
- Le Pardon. Paris 1967.
- La vie et la mort dans la musique de Debussy. Neuchâtel 1968.
- Pardonner? Paris 1971.
  - Neuauflage: L'Imprescriptible. Paris 1986.
  - Deutsche Ausgabe: Verzeihen? Suhrkamp, Frankfurt am Main 2006, ISBN 3-518-06855-5.
- L’Irréversible et la Nostalgie. Paris 1974.
- Fauré et l’Inexprimable. De la musique au silence. Band 1, Paris, 1974.
- Debussy et le mystère de l’instant. De la musique au silence. Band 2, Paris, 1974.
- Liszt et la Rhapsodie: essai sur la virtuosité. De la musique au silence. Band 3, Paris 1979.
- Le Paradoxe de la morale. Paris 1981.
- La Présence lointaine. Albeniz, Séverac, Mompou. Paris 1983.
- Sources. Paris 1984.
- Quelque part dans l’inachevé. Interviews geführt von Béatrice Berlowitz. Gallimard, Paris 1987.
  - Deutsche Ausgabe: Irgendwo im Unvollendeten. Interviews geführt von Béatrice Berlowitz. Aus dem Französischen übersetzt von Jürgen Brankel. Turia + Kant, Wien 2008, ISBN 978-3-85132-499-0, Inhaltsangabe u. Textauszüge.[11]

### Sammelbände
- Das Verzeihen. Essays zur Moral und Kulturphilosophie. Herausgegeben von Ralf Konersmann. Suhrkamp, Frankfurt am Main 2003, ISBN 3-518-58365-4.
- Zauber, Improvisation, Virtuosität. Herausgegeben und mit einem Nachwort versehen von Andreas Vejvar. Aus dem Französischen übersetzt von Ulrich Kunzmann. Suhrkamp, Berlin 2020, ISBN 978-3-518-29871-8.

### Posthume Veröffentlichungen
- L’Imprescriptible. Pardonner? Dans l'honneur et la dignité. Éditions du Seuil, Paris 1986, ISBN 2-02-009383-9.
- La Musique et les Heures. Éditions du Seuil, Paris 1988, ISBN 2-02-010188-2.
- Penser la Mort? Entretiens. Paris 1994.
- Deutsche Ausgabe: Kann man den Tod denken? Interviews. Aus dem Französischen übersetzt von Jürgen Brankel. Mit einem Vorwort von Françoise Schwab und einem Nachwort von Jürgen Brankel versehen. Turia + Kant, Wien 2003, ISBN 3-85132-340-8.
- Premières et Dernières Pages. Paris 1994.
  - Auszugsweise deutsche Ausgabe: Bergson lesen. Vorwort, Anmerkungen und Bibliographie von Françoise Schwab. Aus dem Französischen übersetzt von Jürgen Brankel. Verlag Turia + Kant, Wien 2004, ISBN 3-85132-383-1.
- Une vie en toutes lettres. Correspondance de Vladimir Jankélévitch et Louis Beauduc. Herausgeberin Françoise Schwab. Liane Levi, Paris 1995, ISBN 2-86746-129-4.
- Plotin, „Ennéades I.3. Sur la dialectique“. Zusammen mit Françoise Schwab, Jacqueline Lagrée, Lucien Jerphagnon. Éditions du Cerf, Paris 1998, ISBN 2-204-05896-3.[Anm. 1][12]
- Philosophie morale. 1945–1967. Herausgegeben von Françoise Schwab. Éditions Flammarion, Paris 1998, ISBN 2-08-067644-X.
- Cours de philosophie morale. Notes recueillies a l'Université libre de Bruxelles 1962–1962. Éditions du Seuil, Paris 2006.
  - Vorlesung über Moralphilosophie. Mitschriften aus den Jahren 1962–1963 an der Freien Universität zu Brüssel. Herausgegeben von Françoise Schwab. Aus dem Französischen übersetzt von Jürgen Brankel. Turia + Kant, Wien 2007, ISBN 978-3-85132-482-2.
- L’Esprit de résistance. Textes inédits, 1943–1983 2015.
  - Der Geist des Widerstands. Politische Interventionen. 1943–1983. Herausgegeben von Françoise Schwab. Mit Beiträgen von Jean-Marie Brohm und Jean-François Rey. Aus dem Französischen von Joscha Sörös, Ça ira, Freburg, Wien 2025, ISBN 978-3-86259-191-6.